# 海研一號
海研一號（R/V OR1、海研1號）為國立臺灣大學海洋研究所船務室所管理及營運之海洋調查研究船，由行政院國家科學委員會委託挪威卑爾根的米蘭造船廠建造。

## 大事記
1983年
- 7月1日，開始興建(預算編列新台幣2億5仟萬元)[3]。

- 7月31日，下水。

- 9月15日，完工並交接。

- 10月6日，完成交船，啟航回臺灣。途中於新加坡進行整補，另配合技術人員登船安裝部分探測儀器，併於南海海域作儀器操作測試[4]。

1985年
- 1月24日，返抵臺灣。爾後，再行加裝部分探測儀器。
- 4月，移轉國立臺灣大學海洋研究所營運管理，統籌海洋研究序列。依據各船體、續航力及所在區域分責，此船體預計執行廣泛區域深水之遠洋研究工作。

2016年
- 5月4日，在沖繩近海進行研究計畫時，遭日方（第十一管區海上保安本部）制止。科技部回應，日本與臺灣部份海域重疊，故臺灣船隻出海時，日方都會出現，目前相關單位，都已有標準護船的機制。此次任務的研究計畫為「國家型能源計劃」和「經濟部中央地質調查所礦產調查計畫」[5][6][7][8]
- 6月11日，於中國浙江省周邊海域研究時，因機件故障船速減慢，遭中國公務船嚴整關切，經雙方溝通後平安回臺[9][10]。

## 設備
- 全球定位系統（GPS）（2套）
- 測深儀
- 溫鹽深儀（CTD）（3套）
- 都卜勒海流剖儀（ADCP)（150KHz）
- 漁探儀
- 絞機設備
  - 拖網絞機（1,500公尺）
  - CTD絞機（6,000公尺）
  - 水文絞機（7,000公尺）
  - 深海絞機（10,000公尺 10噸負載）

- EK500科學魚探儀（38KHz與120KHz）
- 測深儀（2套）
- 輪盤式採水器（2.5公升，2套；20公升，1套）
- 多束式迴聲聲納系統

## 研究成果
- 30年來（自1985年起，至2015年止）執行的航次超過1,000次，航程總長度已有168萬公里，約略於繞地球42周。國立臺灣大學海洋研究所訂於2014年9月1日起，假海洋所館處一樓舉辦「海研一號三十週年探測文物展」，將展示歷年來探勘歷程，歷史文檔、古舊儀器、探測記錄、探測儀及相關照片等[11][12]。另外，累積不少的探測資料（例:生物、水文、海流、水深、震測、化學）等資訊，全數轉由科技部海洋學門資料庫負責，於海洋所處重新整理、保存與提供需求單位之申請與運用。

## 外部連結
- 國立臺灣大學海研一號 （页面存档备份，存于）